# دیترسدورف
دیترسدورف (به آلمانی: Dietersdorf) یک منطقهٔ مسکونی در آلمان است که در Südharz واقع شده‌است. دیترسدورف ۲۶۸ نفر جمعیت دارد.